# Peinture à l'huile

La Joconde, huile sur panneau de bois, Léonard de Vinci, vers 1503-06, musée du Louvre.

La peinture à l'huile est une peinture dont le liant ou véhicule est une huile siccative qui enveloppe complètement les particules de pigment.
On appelle aussi « peinture » les travaux d'enduction d'une surface par ce genre de produit. Les autorités normatives françaises demandent qu'on dise peinturage, mais ce terme n'a jamais pris. La « peinture à l'huile » est donc aussi l'activité de nombreux artistes peintres passés et présents, ainsi qu'une technique picturale.
Enfin, une « peinture à l'huile » est un tableau peint avec cette technique.
L’huile de lin fut utilisée jusqu’au milieu du XXe siècle pour tous les revêtements de protection et de décoration qui devaient résister à l'eau.
La peinture à l’huile est considérée en Occident comme la technique reine dans le champ des Beaux-Arts. Des œuvres exposées depuis cinq cents ans et plus sont encore en bon état. Mais cette appellation recouvre en réalité une très grande variété de techniques, et l’usage de nombreux médiums combinés.
La formulation des peintures à l'huile affecte la facilité d'application et l'aspect de l'ouvrage terminé et s'adapte à l'ouvrage envisagé. Les pigments et les charges déterminent l'opacité ou la transparence de la pellicule de peinture sèche ; les médiums à peindre lui donnent une consistance plus ou moins liquide ou pâteuse, influant sur son état de surface.
La fabrication de la peinture, à partir d'ingrédients achetés chez les apothicaires, est demeurée le domaine des ateliers d'artistes jusqu'à la fin du XVIIIe siècle, pour être progressivement remplacée par des produits industriels. Au milieu du XIXe siècle, l'invention du tube de peinture souple a facilité la peinture de plein-air et la peinture d'amateur.
La peinture à l'huile a supplanté la technique de la tempera à la fin du Moyen Âge ; les primitifs flamands en ont généralisé l'usage, qui s'est ensuite répandu en Occident. À partir du XVIIe siècle, les artistes se répartissent entre deux approches : la superposition de couches transparentes ou glacis, et le travail en pâtes opaques. Au fil des époques, la technique de la peinture à l'huile a connu des changements considérables, liés aux progrès techniques et aux évolutions esthétiques. La peinture d'un seul coup, alla prima, autrefois caractéristique des pochades, a supplanté la lente superposition de couches transparentes.

## Histoire
Bien qu'aujourd'hui, la peinture à l'huile désigne exclusivement celle « dont le liant est composé exclusivement d'huiles grasses », autrefois, le mot « huile » désignait aussi bien les huiles « fixes » ou grasses que les huiles dites « essentielles », ou volatiles que nous appelons essences. L'« huile » de la peinture pouvait être toute espèce de liant non aqueux. L'intérêt de l'huile grasse et de diverses résines pour la peinture était connu dès le Xe siècle, mais son emploi malaisé, la consistance de la peinture, la nécessité d'attendre longuement entre chaque couche, s'opposaient à son emploi.
Vasari attribue au peintre flamand Jan van Eyck (1390-1441) l'invention de la peinture à l’huile, suivi par de nombreux autres auteurs. Il est certain que le procédé existait avant lui. Le moine Theophilus Presbyter mentionne ses difficultés au XIe siècle. Van Eyck l'a perfectionné associant des résines transparentes, durables et souples, à l'huile, entraînant son adoption générale. Ce procédé a permis d'utiliser l'huile pour des commandes pérennes, et plus tard de peindre sur toile tendue sur châssis et non plus sur panneau. Il est vraisemblable que le modèle oriental des laques chinoises ait influencé les artistes européens.
L'avènement de la peinture à l'huile en Occident a été progressif. Les peintres du Moyen Âge utilisèrent la tempera qu'ils recouvraient parfois d'une couche huileuse protectrice. Au fil des générations, cette couche d'huile s'est progressivement chargée en pigment donnant ce que l'on peut qualifier de premier glacis. On retrouve d'ailleurs dans les tableaux des frères Van Eyck, sous d'innombrables couches de glacis cette sous-couche a tempera. Les panneaux destinés à être peints étaient imprégnés de plusieurs couches de colle et d’enduit, lorsque le bois était imparfait, ce qui était souvent le cas dans les pays du sud (Italie, Espagne) ; ils étaient préalablement marouflés d’une fine toile afin de limiter les effets de dilatation ou de rétraction du bois.
Le passage de la tempera à l'huile voit aussi le passage du bois à la toile. Le bois avait pour inconvénient de limiter les dimensions des tableaux, d'une part à cause de la grandeur maximale qui pouvait être atteinte avec des planches, d'autre part par le poids des œuvres.
La toile montée sur châssis fait son apparition à partir du XVe siècle. On en trouve les premières utilisations sur des volets d'orgue à Venise. Ce sont d'ailleurs les Vénitiens qui diffuseront cette pratique en Italie dans le courant du XVIe siècle et en Flandres par Rubens. La toile, généralement de lin, doit être recouverte d’une couche d’enduit qui permet à la peinture de s’accrocher. La peinture à l'huile qui produit un film souple convient parfaitement à ce support souple, qu'il est alors possible de rouler pour son transport.
Jusqu'au XIXe siècle, les peintres prépareront leurs couleurs dans leurs propres ateliers. Les procédés sont issus de l'expérience, relèvent d'un savoir transmis par l'apprentissage dans l'atelier d'un maître, et varient de l'un à l'autre, par le choix des huiles, essences et résines, et les méthodes de préparation et d'application. La formulation varie selon l'usage qu'on en fait. Le précepte gras sur maigre en témoigne : les fonds se peignent avec des mélanges plus riches en résine (maigres), le dessus et notamment les glacis peuvent incorporer plus d'huiles (au sens moderne du terme, grasses). Van Eyck superpose de fines couches transparentes sur un fond clair, et utilise plus de résines que d'huile grasse. Rubens emploie du blanc, opaque, pour les lumières. Léonard de Vinci utilise moins de résines, et peint en couches très fines de pâte lisse et opaque. Titien abandonne les résines, sauf pour les glacis, peint opaque, revient sur ses peintures après des mois de séchage. Watteau peint plus rapidement, avec beaucoup de siccatifs, d'où un noircissement progressif des tableaux. Cette tendance s'amplifie au XIXe siècle,. « Le peintre du XIXe siècle, connaissant mal son métier, est à la merci d'une industrie aux règles encore non définies ».

## Composition

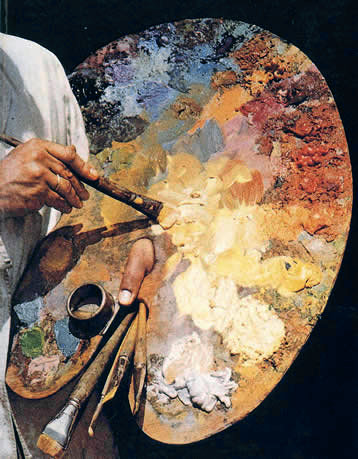
La palette du peintre à l'huile.

Les couleurs à l'huile sont composées de pigments qui forment la matière colorée et d'un liant composé d'huile de lin purifiée ou d'œillette qui les lie et les agglomère. Le diluant ou solvant de la peinture à l'huile est l'essence de térébenthine ou l'essence de pétrole (ou des équivalents modernes non allergènes).
L'huile utilisée est généralement l'huile de lin ou l'huile d'œillette, voire l'huile de carthame ou de l’huile de noix. Ce que l'on appelle « séchage » est en réalité un phénomène de siccativation ou oxydation de l'huile, qui se polymérise et durcit, sans changer l'aspect de l'œuvre, et en quelque sorte, emprisonne les pigments et permet la conservation de la peinture.
La dénomination « huile sur toile » recouvre une très grande variété de techniques, impliquant de nombreux produits combinés : Les huiles peuvent être cuites dans différentes conditions, additionnées de résines naturelles en proportions variées, ce qui modifie la transparence, la viscosité et la siccativité, formant des vernis gras et des médiums, ces huiles peuvent enfin s'intégrer dans des émulsions, historiquement à base de jaune d’œuf (tempera grassa), ou de méticellulose, ce qui permet de combiner tout matériau hydrosoluble, comme la gomme arabique par exemple. C’est la combinaison des qualités de ces matériaux qui permet une bonne conservation dans le temps.
La peinture à l'huile est une technique lente à sécher (on devrait dire siccativer), par opposition à la peinture acrylique ou à l'aquarelle, qui sont des techniques aqueuses. Cette particularité permet à l'artiste de prendre le temps de mélanger ses couleurs, de récupérer une erreur et de retravailler son motif pendant plusieurs jours jusqu'à obtenir le fondu, le modelé de la forme, la touche qu'il désire.
Des substances visant à accélérer le séchage, parfois toxiques comme la céruse, pouvaient s'ajouter aux huiles naturellement siccatives. Les frères van Eyck créèrent la technique associant des résines transparentes, durables et souples, à l'huile.
Il est également possible d'obtenir des effets de matière ou de reliefs avec une pâte assez consistante. L'utilisation d'une spatule appelée aussi couteau permet d'obtenir du relief et d'augmenter ainsi la matière de l'œuvre.
On peut améliorer la consistance de la pâte par l'ajout de médiums à peindre, eux-mêmes fabriqués à partir du liant (huile) et de solvant (essence) auxquels on rajoute, éventuellement, pour améliorer la souplesse du film, une résine. Le médium rend la matière plus malléable et donc plus facile à étaler. La présence de résines ne change pas la dénomination courante de peinture à l'huile.
Les médiums à peindre permettent aussi de respecter la règle du « gras sur maigre » (propre à la peinture à l'huile) qui veut que chaque couche de couleur soit plus grasse que la précédente afin que l'accroche soit solide et durable. L'explication en est très simple : les couches maigres, qui mettent peu de temps à sécher, entreraient en conflit avec les précédentes plus grasses et toujours en train de sécher, provoquant un phénomène variant entre la peau d'orange et celle du reptile au cours de la mue… À éviter, selon les traditions. Dans les premières étapes, la pâte sera donc maigre, par adjonction d'essence et progressivement deviendra plus grasse, par ajout d'huile ou de médium. L'œuvre sera finalement vernie grâce à un vernis à retoucher puis un vernis définitif.
L'utilisation de résines (gomme dammar, gomme mastic, térébenthine et térébenthine de Venise…) rend la peinture durable. Sans ces médiums la couche picturale se dégrade rapidement.

## Broyage

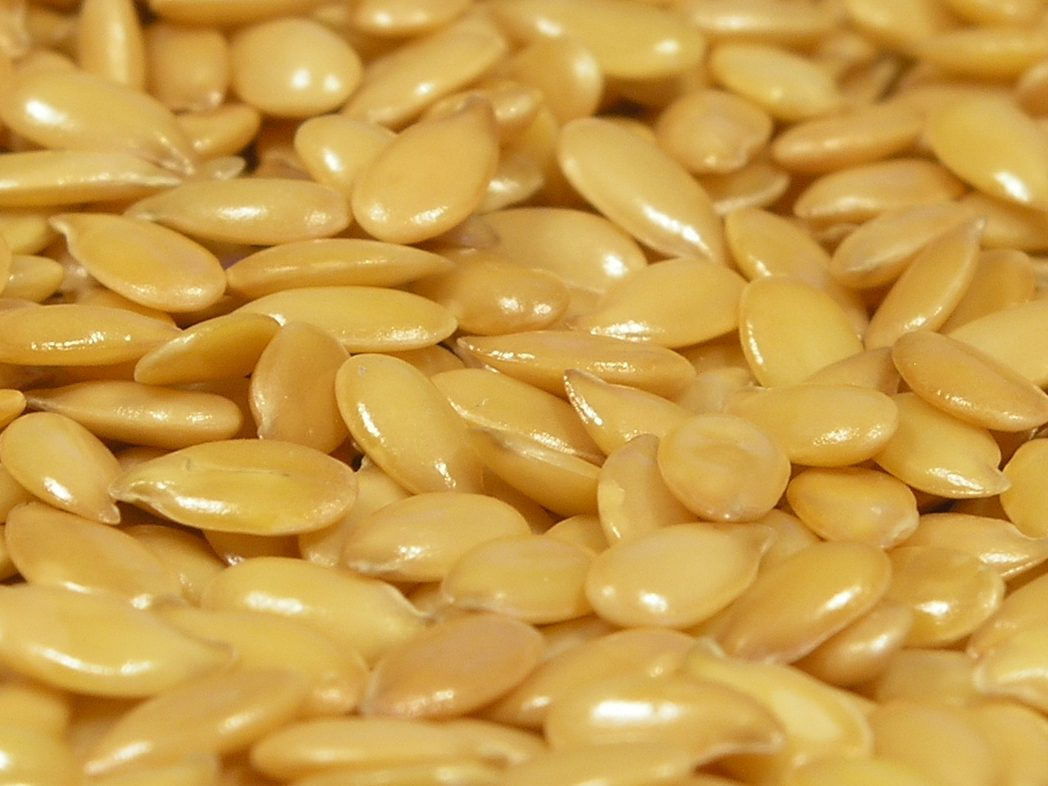
Graines de lin.

En peinture à l'huile, on appelle broyage le mélange du pigment en poudre avec le liant. Broyer un matériau, c'est le réduire en poudre ; autrefois, cette opération se faisait sur une pierre polie, avec adjonction d'un liquide pour maintenir la poussière de pigment. Pour la peinture à l'huile, on broyait généralement à l'eau, puis on laissait sécher les pains de poudre pigmentaire, avant de les broyer à nouveau, avec de l'huile ; certains pigments comme le massicot ou le minium devaient se broyer directement à l'huile pour ne pas perdre leur couleur.
Jusqu'au XVIIe siècle, les peintres, ou leurs élèves, broyaient eux-mêmes les pigments en poudre avec le liant et ils les employaient rapidement. Chacun développait sa technique, à base de différentes huiles, plus ou moins jaunissantes, utilisées crues ou cuites. Ainsi l'huile de lin, siccative et peu jaunissante, fut adoptée devant l'huile d'œillette et l'huile de noix, plus claires, mais moins siccatives. À partir du XVIIIe siècle des marchands de couleurs préparent les pâtes à peindre qu'ils vendent avec d'autres fournitures pour artistes et pour peintres décorateurs.
Au XIXe siècle, le commerce des couleurs se transforme en une industrie. Les couleurs fines, pour artistes, se vendent dans des vessies de porc puis dans des tubes de peinture souple à partir de 1841. Aujourd'hui, la fabrication des couleurs à l'huile est principalement industrielle (Lefranc et Bourgeois, Sennelier, Winsor et Newton, Talens). Quelques fabricants ont gardé ou repris des manières traditionnelles afin de produire des couleurs plus proches de celles d'autrefois (Leroux, Blockx, Old Holland, Isaro, Michael Harding). Les peintures à liant résine ont supplanté la peinture à l'huile pour les usages de protection et de décoration.
Les contraintes de stockage ont cependant eu une influence regrettable : les peintres de la Renaissance faisaient cuire des huiles, qui étaient dès le départ faites de graines torréfiées. Les peintures à l'huile prêtes à l'emploi modernes contiennent une huile crue, à base de graines étuvées, peu adhésive et peu siccative, qui permettent une plus longue conservation.

## Emploi

Les Ménines (Velasquez) 1656-1657 Musée du Prado, Madrid.

La technique est restée longtemps immuable : le peintre dessinait sa composition sur la toile ou sur le panneau de cuivre ou de bois préparé puis, après une éventuelle grisaille, montait son sujet avec les couleurs à l'huile, en couches minces, en donnant l'effet de lumière par le jeu des ombres et des reflets. Puis, une fois ces premières couches bien sèches, il les recouvrait de glacis teintés, transparents, qui harmonisaient la coloration générale. Le tout formait une surface bien unie, comme une toile cirée.
La technique a ensuite évolué, dès la fin de la Renaissance, les peintres commençant à expérimenter la pâte afin d'accentuer les lumières en leur donnant par exemple plus d'épaisseur. Ce procédé devint général et de nouvelles techniques sont nées : peinture en pleine pâte, à la touche, par touches séparées, avec ou sans ébauche préparatoire. Les peintres baroques (Rubens, Van Dyck) puis rococo (Boucher, Fragonard) et les Romantiques (Delacroix, Géricault) ont su exploiter avec brio cette écriture enlevée qui s'oppose à une manière plus lisse et « léchée » de traiter le sujet (peinture néo-classique, style pompier, surréalistes). La peinture à l'huile a la particularité de permettre les deux approches, entre autres.
Les Impressionnistes, et la peinture moderne par la suite, abandonnent le traditionnel procédé par couches superposées pour une technique plus spontanée et directe, considérée autrefois comme pochade, dite alla prima - autrement dit, peindre en une seule séance, sans séchage entre les couches. Ces courants n'ont cessé d'explorer les limites de la peinture à l'huile.
Né des ateliers classiques et des grands formats, le métier traditionnel du peintre fut et demeure la base référentielle de la technique de l'huile. Les couches picturales du tableau sont superposées selon le principe du « gras sur maigre » et exploitent les transparences de certains pigments, alliées à celle des médiums. On les appelle « jus » (très peu de pigment et beaucoup de diluant), « glacis » (très peu de pigment et beaucoup de médium corsé en résine), « vélatures » (très peu de pigment, beaucoup de médium corsé en résine et un petit peu de blanc). Par opposition à « pâte », « matière », « charge ».

### La peinture en plein air ou «sur le motif»

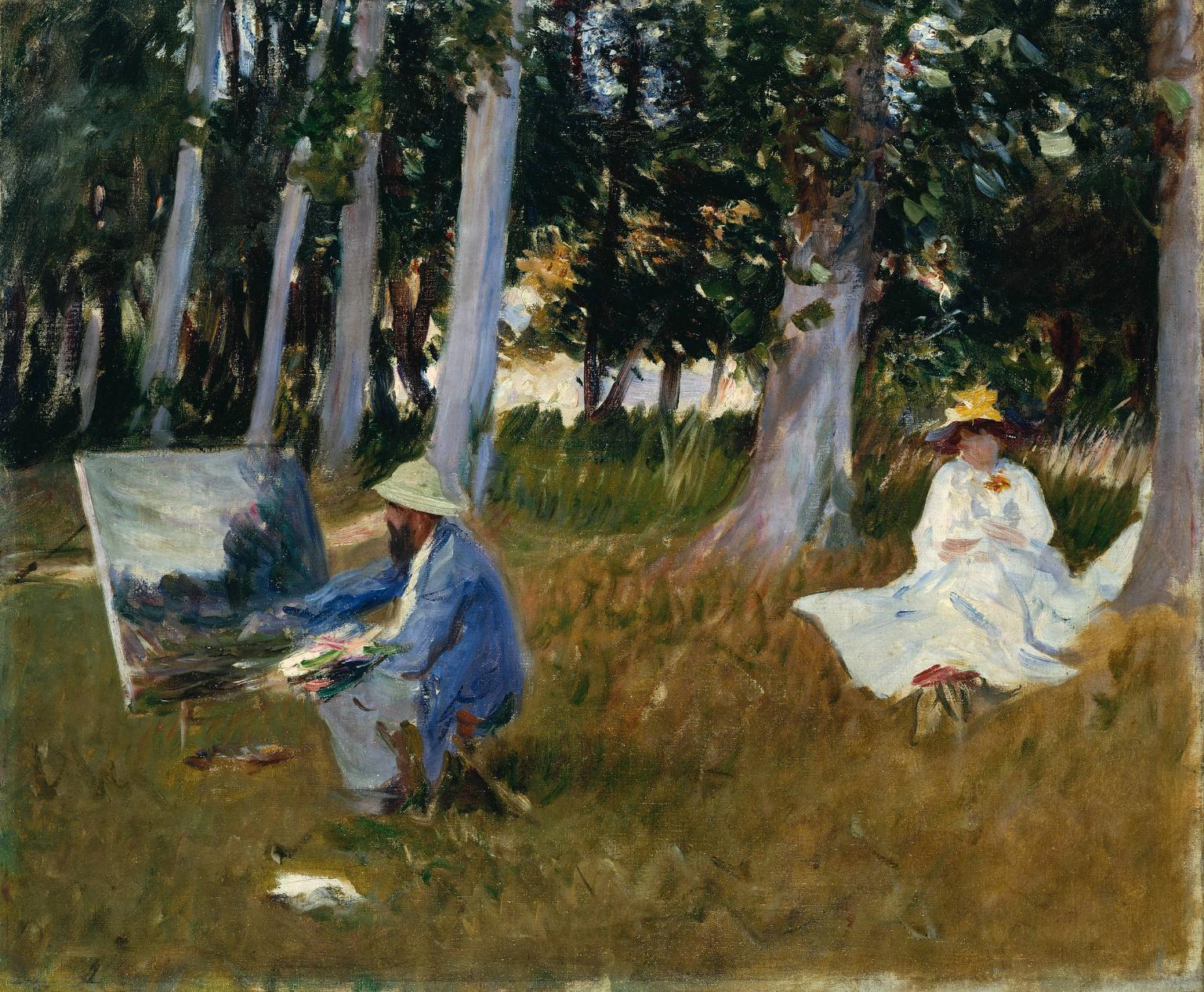
Monet peignant à l'orée d'un bois (John Singer Sargent) 1885 Tate Gallery.

Le travail d'après nature ou sur le motif, pratiqué à la peinture à l'eau dès le XVIe siècle, date du début du XIXe siècle en peinture à l'huile ; les peintres de l'école de Barbizon adoptent cette pratique sous l'influence des aquarellistes anglais comme Constable et Bonington. Elle se généralise avec l'invention du tube de peinture. Dès le début du XIXe siècle apparurent des vessies de porc destinées à contenir et à conserver les couleurs à l'huile. Les tubes d'étain ont été inventés en 1841. Ces nouveaux récipients étaient beaucoup plus pratiques que les vessies de porc et permettaient de conserver les couleurs intactes plus longtemps. Les tubes d'étain ont permis aux peintres impressionnistes de sortir de leur atelier pour aller peindre des paysages « sur le motif », c'est-à-dire dans la nature. La conséquence directe sur la révolution impressionniste est cependant à nuancer : le brevet d'invention date de 1841 tandis que la première exposition impressionniste date de 1874.

## Supports
La peinture à l'huile a une action corrosive ou interagit chimiquement avec la plupart des supports (toile, bois, papier)[réf. nécessaire]. Une préparation de la surface est indispensable avant de peindre.

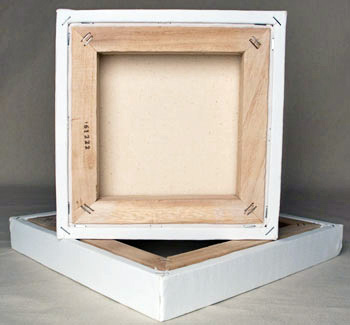
Toile montée sur châssis.

Il existe deux grands types de préparation pour la peinture artistique à l'huile :
- la préparation grasse, à base d'huile de lin et de céruse (composé de plomb toxique, aujourd'hui interdit dans la plupart des pays), complexe et longue à mettre en œuvre, qui n'est pas conforme aux techniques traditionnelles[réf. souhaitée].
- la préparation maigre, conforme aux traditions, à base de colle de peau et gesso à base de craie, de plâtre mort, ou de poudre de calcaire tendre (qui convient aussi pour l'acrylique), ou, plus moderne, à base de médium et de gesso acrylique

Depuis le XVIIIe siècle, les supports du commerce sont déjà enduits (préparation universelle ou synthétique) : on peut donc peindre directement.

#### Ouvrages modernes
- André Béguin, Dictionnaire technique de la peinture, 1990 notamment « Huile (peinture à l'~) », pp. 348~380.
- Xavier de Langlais, La technique de la peinture à l'huile : histoire du procédé à l'huile, de Van Eyck à nos jours : éléments, recettes et manipulations : pratique du métier : suivie d'une étude sur la peinture acrylique, Flammarion (réimpr. 2011) (1re éd. 1959) (ISBN 978-2-08-125821-1 et 2-08-125821-8, OCLC 800485280, présentation en ligne)
- Jacques Maroger (préf. Marc Havel), À la recherche des secrets des grands peintres, Paris, Dessain et Tolra, 1986 (1re éd. 1948)
- Jean Petit, Jacques Roire et Henri Valot, Encyclopédie de la peinture : formuler, fabriquer, appliquer, t. 1, Puteaux, EREC, 1999
- Jean Petit, Jacques Roire et Henri Valot, Encyclopédie de la peinture : formuler, fabriquer, appliquer, t. 2, Puteaux, EREC, 2001
- Jean Petit, Jacques Roire et Henri Valot, Encyclopédie de la peinture : formuler, fabriquer, appliquer, t. 3, Puteaux, EREC, 2005
- Patrice de Pracontal, Lumiere, matiere et pigment : Principes et techniques des procédés picturaux, Gourcuff-Gradenigo, 2008
- Abraham Pincas, Recettes de peinture : Techniques de la peinture et du dessin Feu noir, feu blanc, École nationale supérieure des beaux-arts, Abraham Pincas et Marin Beaux-Arts, 2010 (ISBN 978-2-84056-288-7)

#### Ouvrages historiques
- Roger de Piles, Elemens de peinture pratique : Nouvelle édition entièrement refondue et augmentée considérablement par Charles-Antoine Jombert, Paris, 1766 (lire en ligne)
- Jean Félix Watin, L'art du peintre : doreur, vernisseur , ouvrage utile aux artistes et aux amateurs qui veulent entreprendre de peindre, dorer et vernir toutes sortes de sujets en bâtimens, meubles, bijoux, equipages, etc., Paris, 1773, 2e éd. (1re éd. 1772) (lire en ligne)
- Jean-François-Léonor Mérimée, De la peinture à l'huile, ou Des procédés matériels employés dans ce genre de peinture, depuis Hubert et Jean Van-Eyck jusqu'à nos jours, Paris, Mme Huzard, 1830 (lire en ligne).
- Michel-Eugène Chevreul, « Recherches expérimentales sur la peinture à l'huile », Mémoires de l'Académie des sciences de l'Institut de France, Paris,‎ 1850 (lire en ligne).